# Morterone

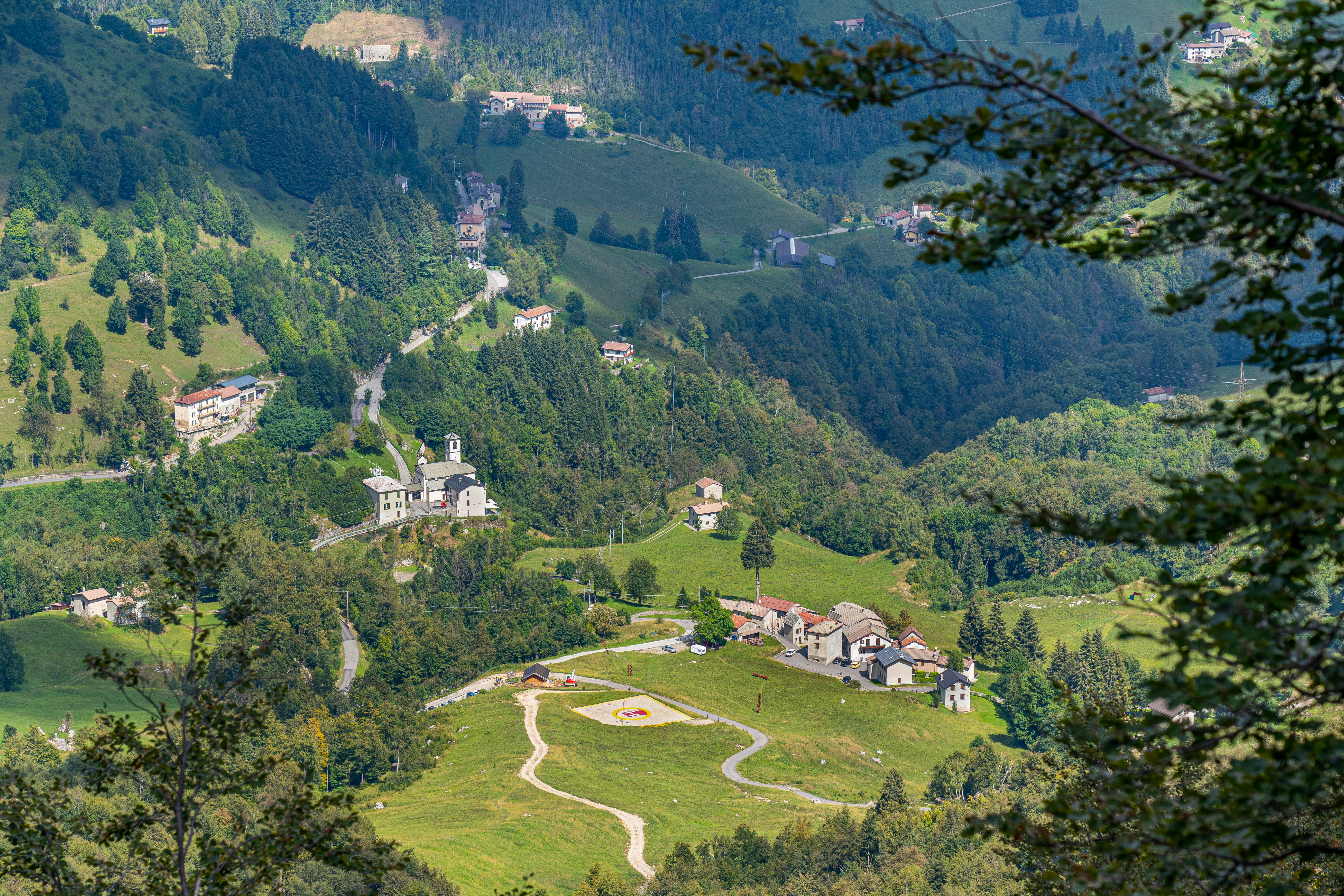
Morterone

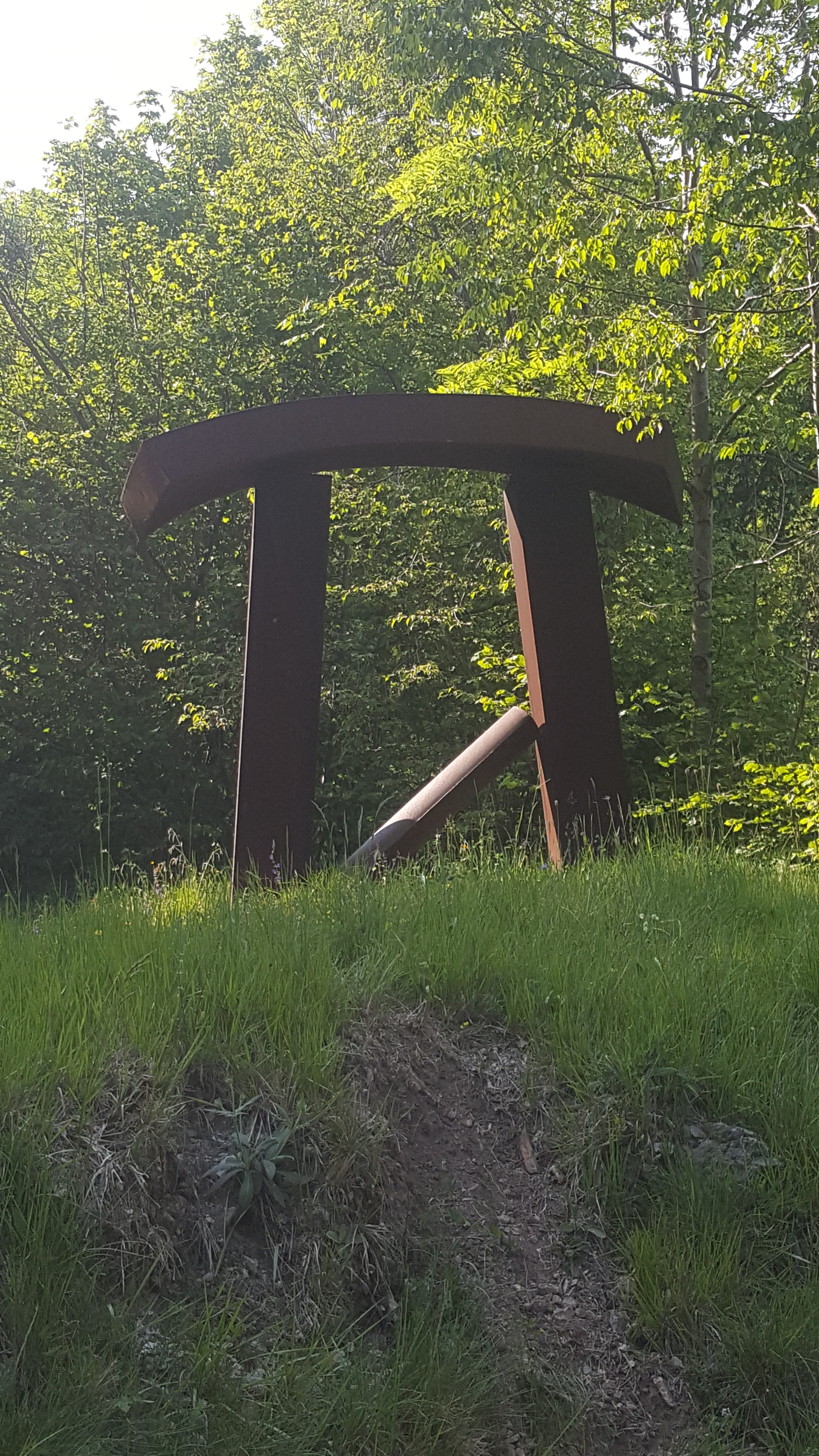
Portal von Museo di arte Contemporanea

Morterone ist eine Gemeinde in der Provinz Lecco in der italienischen Region Lombardei mit 31 Einwohnern (Stand 31. Dezember 2024). 

## Geographie
Morterone liegt etwa 7 km nordöstlich der Provinzhauptstadt Lecco und 50 km nordöstlich der Millionen-Metropole Mailand. Im Jahr 1971 hatte die Gemeinde Morterone eine Fläche von 1.347 Hektar.
Die Nachbargemeinden sind Ballabio, Brumano (BG), Cassina Valsassina, Cremeno, Lecco, Moggio (Lombardei) und Vedeseta (BG).

## Geschichte
Im Grundbuch des Herzogtums Mailand von 1558 und den nachfolgenden Aktualisierungen bis zum 17. Jahrhundert wurde Mortirono (Morterone) in die Gemeinschaft von Lecco und der Lecco-Riviera aufgenommen. Aus den Antworten auf die 45 Fragen der königlichen Volkszählungsbehörde geht hervor, dass Morterone im Jahr 1751 zu den zwanzig nach Quoten getrennten Gemeinden gehörte, die die allgemeine Gemeinde Lecco bildeten, die damals mit dem Grafen Marcellino Airoldi belehnt war und einem einzigen in Lecco ansässigen Feudalrichter (Podestà) unterstand; die Grenzen zwischen den verschiedenen Gemeinden waren verworren, weil das Land nie aufgeteilt worden war, und nur die Bewertung des Grundbesitzes blieb getrennt, während die zwanzig Gemeinden ansonsten die Gemeindegüter in unterschiedlicher Weise nutzten. Die Gemeinde Morterone sowie die Gemeinden Ballabio inferiore und Ballabio superiore beantragten die Abtrennung der Gemeindegüter von der allgemeinen Körperschaft von Lecco. Der Konsul und zwei Bürgermeister bildeten den Gemeinderat, der auf dem öffentlichen Platz bei der Bildung der Umlagen gewählt wurde (die Gültigkeit der Versammlung war von der Anwesenheit von mindestens zwei Dritteln der Berechtigten abhängig).
Nach dem zeitweiligen Anschluss der lombardischen Provinzen an das Königreich Sardinien wurde die Gemeinde Morterone mit 380 Einwohnern, die von einem 15-köpfigen Gemeinderat und einem zweiköpfigen Stadtrat verwaltet wird, auf der Grundlage der durch das Gesetz vom 23. Oktober 1859 festgelegten territorialen Aufteilung in das Mandamento I von Lecco, Bezirk III von Lecco, Provinz Como, aufgenommen. Bei der Gründung des Königreichs Italien im Jahr 1861 hatte die Gemeinde 397 Einwohner (Volkszählung 1861). Nach dem Gemeindegesetz von 1865 wurde die Gemeinde von einem Bürgermeister, einer Junta und einem Rat verwaltet. Im Jahr 1867 wurde die Gemeinde in denselben Bezirk, Kreis und dieselbe Provinz eingegliedert (Verwaltungsbezirk 1867). Im Jahr 1924 wurde die Gemeinde in den Bezirk Lecco der Provinz Como eingegliedert. Nach der Gemeindereform von 1926 wurde die Gemeinde von einem Podestà verwaltet. Nach der Gemeindereform von 1946 wurde die Gemeinde Morterone von einem Bürgermeister, einer Junta und einem Gemeinderat verwaltet.

## Bevölkerung
| Bevölkerungsentwicklung | Bevölkerungsentwicklung | Bevölkerungsentwicklung | Bevölkerungsentwicklung | Bevölkerungsentwicklung | Bevölkerungsentwicklung | Bevölkerungsentwicklung | Bevölkerungsentwicklung | Bevölkerungsentwicklung | Bevölkerungsentwicklung | Bevölkerungsentwicklung | Bevölkerungsentwicklung | Bevölkerungsentwicklung | Bevölkerungsentwicklung | Bevölkerungsentwicklung | Bevölkerungsentwicklung |
| ----------------------- | ----------------------- | ----------------------- | ----------------------- | ----------------------- | ----------------------- | ----------------------- | ----------------------- | ----------------------- | ----------------------- | ----------------------- | ----------------------- | ----------------------- | ----------------------- | ----------------------- | ----------------------- |
| Jahr                    | 1861                    | 1871                    | 1881                    | 1901                    | 1911                    | 1921                    | 1931                    | 1951                    | 1961                    | 1971                    | 1981                    | 1991                    | 2001                    | 2011                    | 2022                    |
| Einwohner               | 397                     | 205                     | 197                     | 190                     | 346                     | 399                     | 385                     | 279                     | 118                     | 91                      | 37                      | 31                      | 34                      | 31                      | 31                      |
| Quelle: ISTAT           |                         |                         |                         |                         |                         |                         |                         |                         |                         |                         |                         |                         |                         |                         |                         |

## Feste & Sehenswürdigkeiten
- Kirche Santa Maria Assunta[2] und Hochfest der Patronin Maria Himmelfahrt am 15. August.
- Museo di arte Contemporanea all’aperto.